# Mantispa azihuna
Mantispa azihuna is een insect uit de familie van de Mantispidae, die tot de orde netvleugeligen (Neuroptera) behoort. 
Mantispa azihuna is voor het eerst wetenschappelijk beschreven door Stitz in 1913.